# 森蒂諾河
43°23′50″N 12°58′33″E / 43.39724°N 12.97592°E

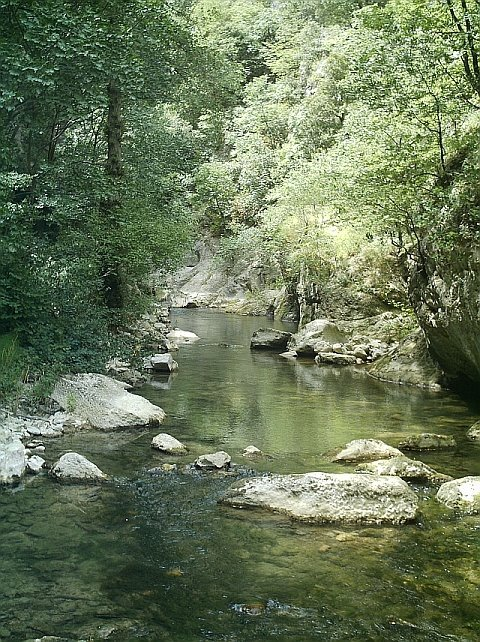

森蒂諾河是意大利的河流，位於該國中北部，流經托斯卡納大區和艾米利亞-羅馬涅大區，屬於埃西諾河的支流，河道全長42公里，流域面積388平方公里。